# Vattenrisråttor
Vattenrisråttor (Nectomys) är ett släkte i familjen hamsterartade gnagare med fem arter som förekommer i Sydamerika.

## Beskrivning
Dessa gnagare är bra anpassade till livet i vatten. De bakre extremiteterna är påfallande långa och mellan tårna finns simhud, borstliknande hår vid svansens undersida används för att styra, dessutom är pälsen vattentät. Färgen är på ovansidan gulbrun till brun och på buken gulvit. Storleken är bara känd för arten N. squamipes. Den når en kroppslängd mellan 16 och 26 cm samt en svanslängd mellan 17 och 25 cm. Vikten ligger mellan 160 och 420 gram.
Vattenrisråttor lever bara i Sydamerika. Utbredningsområdet sträcker sig från Colombia över Franska Guyana till Argentina. Habitatet utgörs av skogar upp till 2 200 meter över havet. Individerna vistas alltid i närheten av sjöar, träskmark eller vattendrag.
Vattenrisråttor är utmärkta simmare men de kan även klättra i träd. De är aktiva på natten och vilar på dagen i självbyggda bon. Födan utgörs av växter, insekter, grodyngel och små fiskar.
Arterna är:
- Nectomys apicalis förekommer i västra Brasilien, Ecuador, Peru och Bolivia.
- Nectomys grandis (syn. Nectomys magdalenae) är endemisk för norra Colombia vid floderna Cauca och Magdalena.
- Nectomys palmipes lever på ön Trinidad samt Venezuelas fastland vid kusten.
- Nectomys rattus finns från östra Colombia till Franska Guyana och söderut till centrala Brasilien. Tidigare listades ytterligare en art, N. parvipes, men den räknas idag som population av N. rattus.
- Vanlig vattenrisråtta (Nectomys squamipes) förekommer i sydöstra Brasilien, östra Paraguay och nordöstra Argentina.

Beståndet av nästan alla arter anses som stabila och de listas därför som livskraftiga (least concern), bara Nectomys grandis listas med kunskapsbrist (data deficient).